# Angelonia eriostachys
Angelonia eriostachys är en grobladsväxtart som beskrevs av George Bentham. Angelonia eriostachys ingår i släktet Angelonia och familjen grobladsväxter. Inga underarter finns listade i Catalogue of Life.